# Anquetil d'Harcourt
Pour les articles homonymes, voir Anquetil et Harcourt (homonymie).
Anquetil, ou Anchetil (ch [k]),  seigneur d'Harcourt, chevalier, est le fils de Turquetil d'Harcourt et d'Anceline de Montfort.
Il prend le nom d'Harcourt, seigneurie qui avait été donnée par Rollon à son (supposé) arrière-grand-père Bernard le Danois, et le transmet à sa postérité.
Il fait une donation à l'abbaye de Fécamp et assiste, avec son père, à celle faite à l'abbaye Notre-Dame de Bernay par Judith de Bretagne, duchesse de Normandie, en 1024. 

## Descendance
De son mariage avec Ève de Boissey, dame de Boissey-le-Châtel, il eut huit enfants, dont quatre prirent part à la conquête de l'Angleterre en 1066 et certains s'y établirent :
- Errand d'Harcourt,  seigneur d'Harcourt, participe à la conquête de l'Angleterre aux côtés de Guillaume le Conquérant
- Robert Ier d'Harcourt,  seigneur d'Harcourt, bâtisseur du château d'Harcourt, participe à la conquête de l'Angleterre
- Jean d'Harcourt
- Arnould d'Harcourt, participe à la conquête de l'Angleterre et y est tué lors d'un combat contre les Danois sur la côte Est
- Gervais d'Harcourt
- Yves d'Harcourt, participe à la conquête de l'Angleterre et s'y établit
- Renaud d'Harcourt
- Agnès d'Harcourt, dame de Formeville (Fort-Moville)